# 秋田市警察
秋田市警察（あきたしけいさつ）は、かつて存在した秋田県秋田市の自治体警察。

## 概要
従来の秋田県警察部が解体されて秋田市警察になった。1948年（昭和23年）3月7日に秋田市警察本部が設置された。翌1949年（昭和24年）12月14日に「秋田市警察基本規程」を制定して、組織の充実を図った。
その後、1954年（昭和29年）に、旧警察法を全面改正する形で新警察法が公布された。これにより国家地方警察と自治体警察が廃止され、新たに都道府県警察として秋田県警察が発足。秋田市警察も秋田県警察に統合されて、姿を消した。

## 警察署
1949年（昭和24年）時点
- 秋田警察署
- 土崎警察署